# Manoir de Montgrenier
Le manoir de Montgrenier est situé à Guégon en France.

## Localisation
Le manoir est situé sur le territoire de la commune de Guégon, au lieu-dit Montgrenier, dans le département du Morbihan en région Bretagne.

## Description
Le manoir date des XVIe et XVIIe siècles, édifice à un étage carré, construit en moellons sans chaîne en pierre de taille de granite et schiste. Toiture à longs pans, croupe. Escalier hors-œuvre ; escalier à vis sans jour.

## Historique
Le manoir mentionné en 1427 à Estesse de la Houssaye. En 1589, mention de métairie, moulins, fuye de haubert. Construction de la deuxième moitié du XVIe siècle. Il est remanié au XVIIe siècle. Les parties agricoles sont construites en 1853.
Il est inscrit à l'inventaire général du patrimoine culturel en 1987.